# Аршакиды Кавказской Албании
Аршакиды Кавказской Албании, или Албанские Аршакиды (Арраншахи) — царская династия парфянского происхождения, правившая в Кавказской Албании в I—VI веках н. э.
Являлись младшей ветвью парфянских (массагетские Аршакиды) Аршакидов, и вместе с аршакидскими династиями соседних Великой Армении и Иберии составляли пан-Аршакидскую семейную федерацию.

## Происхождение
Ранняя история династии неизвестна; по легенде, изложенной Мовсесом Каганкатваци, Аршакиды ведут своё начало от легендарного Арана. В изложении древнейшей истории, сам Мовсес Каланкатуаци в значительной степени основывается на труд Мовсеса Хоренаци, о чём сам же и признается: «Но тут нам на помощь приходит кертолаhайр Мовсэс…». Именно Мовсес Хоренаци впервые упоминает патриарха Арана, который был назначен правителем Алуанка (Албании) армянским царём Валаршаком.
Первым правителем этой династии принято было считать Санатрука, вождя маскутского войска, совершившего поход на Армению, но данная версия не нашла научного подтверждения.
Во время правления династии Аршакидов, во второй половине IV века в Албании распространилось христианство, ставшее государственной религией, и была создана Албанская Апостольская Церковь. Резиденцией католикоса до VI века был город Габала (Кабалака).

И вот они, цари агванские, происшедшие от сородича Гайка Аррана, которого Вагаршак Партев назначил правителем и князем тех краев, — Вачаган Первый, Ваче, Урнайр. Этот, явившись к великому государю армян Трдату и святому Григорису, был окрещен им. И святой Григор одного из своих служителей, прибывшего вместе с ним от ромеев, рукоположил в епископы и дал его царю Урнайру. [Потом были] Вачаган, Мерхаван, Сато, Асай, Есваген. В дни его [правления] (Есвагена) блаженный Месроп изобрел письмена армянские, грузинские и агванские.— Киракос Гандзакеци (XIII век).

## Цари этой династии
У Мовсеса Каганкатваци перечислены десять царей из этой династии (вероятно, указаны не все):
- Вачаган I Храбрый (ок. 300 — ок. 336)
- Ваче I (ок. 336 — ок. 350)
- Урнайр (ок. 350 — ок. 375)
- Вачаган II (ок. 375 — 385)
- Мирхаван (ок. 385 — 395)
- Сатой (ок. 395 — ок. 405)
- Асай (ок. 405 — ок. 415)
- Асваген (ок. 415 — ок. 440)
- Ваче II (ок. 440 — 462)
- Вачаган III Благочестивый (ок. 485 — ок. 510)
- Пантелеймон
- неизвестные цари

Начиная с Урнайра, Аршакиды неоднократно брали жён из семей правящих сасанидских царей Ирана; Мать Урнайра была сасанидской принцессой, и он сам был женат на дочери Шапура II, а Асваген, скорее всего, был их потомком; Ваче II был племянником Йездигерда II и сыном албанского царя, вероятно, Асвагена; Сам Ваче II женился на племяннице (или сестре) Пероза I; а Вачаган III был сыном (или племянником) Йездигерда II и братом (или племянником) Ваче II. М. Гаджиев называет аршакидов Албании «аршакидско-сасанидскими». Эти отношения усилили сасанидское влияние в Албании, повысив значение среднеперсидского языка в стране.

## Конец династии
О принце Арране и его преемниках практически нет информации. По преданию, в начале VII века Михраниды пригласили на пир 60 человек из Араншахиков и убили их всех, за исключением Зармира, который женился на принцессе Михранидов. Таким образом, семья Михранидов стала правителями и главными князьями всей Кавказской Албании до 822 года. После власть перешла к армянскому князю Шаки Сахлу Смбатяну.